# Muspilli
Muspilli est une œuvre de poésie épique allemande du IXe siècle.

## Œuvre
L'œuvre connue consiste en un fragment d'une poésie allitérative en vieux bavarois, une forme de vieux haut-allemand, probablement rédigée vers 870 à Fulda. Elle est connue par des ajouts sur feuilles et notes en bas de page dans un manuscrit en latin que possédait Louis II de Germanie. Le manuscrit est conservé à la Bayerische Staatsbibliothek de Munich (Cote: Clm 14098).

## Contenu
Les 103 vers conservés traitent d'une lutte pour l'âme d'un défunt entre armées célestes et infernales, qui se conclut par le Jugement dernier et l'apparition du Christ ; y figure une évocation apocalyptique où « le ciel s'enflamme », « la lune tombe », « la terre (Mittelgart) brûle » dans un « vaste brasier ».